# St. Louis Blues
O St. Louis Blues é um time de hóquei no gelo sediado em St. Louis, Missouri, membro da Divisão Central da Conferência Oeste da National Hockey League (NHL). Estreou na liga em 1967, e ganhou a Copa Stanley pela primeira vez na temporada 2018-19.

## História
O St. Louis Blues é um dos seis times que foram adicionados à NHL na Expansão de 1967, ao lado de: Minnesota North Stars, Los Angeles Kings, Philadelphia Flyers, Pittsburgh Penguins e California Seals, quando a liga dobrou de tamanho a partir dos seis originais.
O St. Louis foi o último time a oficializar a sua entrada na liga durante a expansão. Ele foi escolhido ao invés do Baltimore após insistência do Chicago Blackhawks. Os Blackhawnk pertenciam na época a influente família Wirtz de Chicago, que era dona, e procurava utilidade para a St. Louis Arena. Os Primeiros donos do time foram Sid Salomon Jr., seu filho, Sid Salomon III, e Robert L. Wolfson, a quem foram concedidas as frânquias em 1966. Sid Salomon III convenceu primeiramente seu pai a fazer uma grande obra pelo time. Ele então investiu vários milhões de dólares na renovação da arena de 38 anos de idade. Ampliando a capacidade de 12 para 15 mil lugares e fazendo a primeira reforma significativa desde a década de 1940.
Os Blues foram originalmente treinados por Lynn Patrick, o qual após uma renúncia rápida, foi substituído Scotty Bowman.
Na Temporada 2018-19 em cima do Boston Bruins Ganha sua primeira Copa Stanley.

## Elenco Atual

### Goleiros
| #  |        | Nome              | Desde   | Natural de        |
| -- | ------ | ----------------- | ------- | ----------------- |
| 50 | Canadá | Jordan Binnington | 2011-12 | Richmond Hill, ON |
| 34 | Canadá | Jake Allen        | 2012-13 | Fredericton, NB   |
| 31 | Canadá | Jared Coreau      | 2018-19 | Perth, Ontario    |

### Defensores
| #  |                | Nome                       | Desde   | Natural de                    |
| -- | -------------- | -------------------------- | ------- | ----------------------------- |
| 4  | Suécia         | Carl Gunnarsson            | 2014-15 | Orebro, Suécia                |
| 6  | Canadá         | Joel Edmundson             | 2011-12 | Brandon, MB                   |
| 19 | Canadá         | Jay Bouwmeester            | 2012-13 | Edmonton, AB                  |
| 22 | Estados Unidos | Kevin Shattenkirk          | 2010-11 | New Rochelle, NY              |
| 25 | Estados Unidos | Chris Butler               | 2014-15 | St. Louis, MO, Estados Unidos |
| 27 | Canadá         | Alex Pietrangelo (Capitão) | 2008-09 | King City, ON                 |
| 29 | Canadá         | Vince Dunn                 | 2015-16 | Peterborough, ON              |
| 41 | Canadá         | Robert Bortuzzo            | 2015-16 | Thunder Bay, ON               |
| 42 | Canadá         | Michael Del Zotto          | 2012-13 | Stouffville, ON               |
| 55 | Canadá         | Colton Parayko             | 2012-13 | St. Albert, AB                |

### Atacantes
| #  |                | Nome                   | Desde   | Natural de           |
| -- | -------------- | ---------------------- | ------- | -------------------- |
| 9  | Canadá         | Sammy Blais            | 2014-15 | Montmagny, QC        |
| 10 | Canadá         | Brayden Schen          | 2017-18 | Saskatoon, SK        |
| 12 | Estados Unidos | Zach Sanford           | 2014-15 | Salem, MA            |
| 15 | Canadá         | Robby Fabbri           | 2014-15 | Mississauga, ON      |
| 17 | Canadá         | Jaden Schwartz         | 2011-12 | Wilcox, SK, Canadá   |
| 18 | Canadá         | Robert Thomas          | 2017-18 | Aurora, ON           |
| 20 | Canadá         | Alexander Steen (A)    | 2008-09 | Winnipeg, MB         |
| 21 | Canadá         | Tyler Bozak            | 2018-19 | Regina, SK           |
| 22 | Canadá         | Chris Thorburn         | 2017-18 | Sault Ste. Marie, ON |
| 28 | Canadá         | Kyle Brodziak          | 2015-16 | St. Paul, AB         |
| 49 | Rússia         | Ivan Barbashev         | 2014-15 | Moscou, Rússia       |
| 57 | Canadá         | David Perron           | 2018-19 | Sherbrooke, QC       |
| 62 | Estados Unidos | Mackenzie MacEachern   | 2012-13 | Bloomfield Hills, MI |
| 70 | Suécia         | Oskar Sundqvist        | 2017-18 | Boden, Suécia        |
| 90 | Canadá         | Ryan O'Reilly          | 2018-19 | Clinton, ON          |
| 91 | Rússia         | Vladimir Tarasenko (A) | 2012-13 | Yaroslavl, Rússia    |